# جوردن فلوريس
جوردن فلوريس (بالإنجليزية: Jordan Flores)‏ (4 أكتوبر 1995 بويغان في المملكة المتحدة - ) هو لاعب كرة قدم بريطاني في مركز الوسط. لعب مع ويغان أتلتيك.

## وصلات خارجية
- جوردن فلوريس على موقع قاعدة بيانات كرة القدم.إي يو (الإنجليزية)
- جوردن فلوريس على موقع Soccerbase.com (لاعب) (الإنجليزية)
- جوردن فلوريس على موقع Soccerway.com (الإنجليزية)
- جوردن فلوريس على موقع عالم كرة القدم.نت (الإنجليزية)